# Liste des juridictions catholiques
Pour une présentation plus sommaire de la hiérarchie des juridictions catholiques, voir Liste des provinces ecclésiastiques catholiques.
Cette liste recense les juridictions catholiques.

## Listes

### Géographie
- Liste des juridictions catholiques d'Afrique
- Liste des juridictions catholiques d'Amérique
- Liste des juridictions catholiques d'Asie
- Liste des juridictions catholiques d'Europe
- Liste des juridictions catholiques d'Océanie

### Type
- Patriarcat
- Archéparchie majeure
- Archidiocèse métropolitain
- Archidiocèse
- Archéparchie métropolitaine
- Archéparchie
- Diocèse
- Éparchie
- Prélature territoriale
- Abbaye territoriale
- Ordinariat pour les fidèles des rites orientaux
- Ordinariat militaire
- Ordinariat personnel
- Prélature personnelle
- Vicariat apostolique
- Vicariat patriarcal
- Exarchat apostolique
- Exarchat patriarcal
- Exarchat archiépiscopal
- Préfecture apostolique
- Administration apostolique
- Administration apostolique personnelle
- Mission sui juris

### Églises catholiques de rite oriental
- Liste des juridictions de l'Église catholique arménienne
- Liste des juridictions de l'Église catholique chaldéenne
- Liste des juridictions de l'Église catholique copte
- Liste des juridictions de l'Église catholique éthiopienne
- Liste des juridictions de l'Église catholique érythréenne
- Liste des juridictions de l'Église maronite
- Liste des juridictions de l'Église grecque-catholique melkite
- Liste des juridictions de l'Église catholique syro-malabare
- Liste des juridictions de l'Église grecque-catholique ruthène
- Liste des juridictions de l'Église grecque-catholique slovaque
- Liste des juridictions de l'Église catholique syriaque
- Liste des juridictions de l'Église grecque-catholique ukrainienne